# Werner Christen (Leichtathlet)
Werner Christen (* 29. April 1914; † 2008) war ein Schweizer Hürdenläufer und Sprinter.
Bei den Leichtathletik-Europameisterschaften 1938 in Paris wurde er Sechster über 110 m Hürden und schied über 400 m Hürden im Vorlauf aus.
1946 kam er über 400 m Hürden und in der 4-mal-400-Meter-Staffel jeweils auf den fünften Platz. Über 110 m Hürden scheiterte er im Vorlauf. 
Bei den Olympischen Spielen 1948 in London kam er über 400 m Hürden nicht über die erste Runde hinaus.

## Persönliche Bestzeiten
- 110 m Hürden: 14,8 s, 25. Juni 1944, Winterthur
- 400 m Hürden: 53,8 s, 17. August 1941, Bern